# Dioctria altaica
Dioctria altaica är en tvåvingeart som beskrevs av Pavel Lehr 2001. Dioctria altaica ingår i släktet Dioctria och familjen rovflugor. Inga underarter finns listade i Catalogue of Life.